# Михаил Дашин
Михаил Сотиров Дашин е деец на БРСДП (т.с.) и БКП. Кмет на Самоковската комуна (1919 – 1921).

## Биография
Михаил Дашин е роден на 21 ноември 1882 г. в град Самоков. Учи в Дупнишката гимназия (1896 – 1899). Изключен за участие в социалистическото движение.
Член на БРСДП (т.с.) от 1899 г. Секретар на Самоковската организация (1903 – 1924).
Общински съветник (1910 – 1912) и Кмет на Самоков (1919 – 1921). Запасен офицер. Член на Висшия партиен съвет на БКП (1922 – 1924).
Участва в Септемврийско въстание (1923) в Самоковско и Ихтиманско. След въстанието е заловен е въдворен в Софийския затвор. Освободен през 1924 г. и убит в Самоков.